# Happy Dungeons
『ハッピーダンジョン』(Happy Dungeons)は、トイロジックが開発し、2016年12月6日にXbox One用、2017年9月7日にPlayStation 4用が配信されたアクションRPG。2019年6月17日サービス終了。

## 概要
最大4人までのオンラインマルチプレイが可能。親しみやすくコミカルな見た目をしているが、本格的なアクションゲームである。
キャラクターを好きなようにカスタマイズすることができ、武器や防具だけでなく、クラスの選択から使うスキル、キャラクターの見た目や性格まで選ぶことができる。
また、マルチプレイアクション『Happy Wars』との連動要素があり、両タイトルを遊ぶと特典がもらえる要素もある。

## 登場人物
プリンセス・リリ
ロードラン
王様
チャック
ボビン
フランシス
カルテン
ドルスキー辺境伯
ゾローナ
バトラー
グレイム
ハトランド
ミソッカス